# Вольково
Во́льково — деревня в Вындиноостровском сельском поселении Волховского района Ленинградской области.

## История
На карте Санкт-Петербургской губернии Ф. Ф. Шуберта 1834 года обозначена деревня Волькова, состоящая из 60 крестьянских дворов.

ВОЛЬКОВО — деревня принадлежит Казённому ведомству, число жителей по ревизии: 158 м. п., 162 ж. п. (1838 год)

Согласно карте профессора С. С. Куторги 1852 года деревня называлась Волкова и состояла из 60 дворов.

ВОЛЬХОВО — деревня Ведомства государственного имущества, по просёлочной дороге, число дворов — 74, число душ — 187 м. п. (1856 год)

ВОЛЬКОВО — деревня казённая при колодце, число дворов — 74, число жителей: 198 м. п., 199 ж. п.; Часовня православная. (1862 год)

Сборник Центрального статистического комитета описывал деревню так:

ВОЛЬКОВО — село бывшее государственное, дворов — 90, жителей — 410. 2 лавки, 4 ветряных мельницы. (1885 год)

В конце XIX века деревня административно относилась к Михайловской волости 1-го стана Новоладожского уезда Санкт-Петербургской губернии, в начале XX века — 2-го стана.

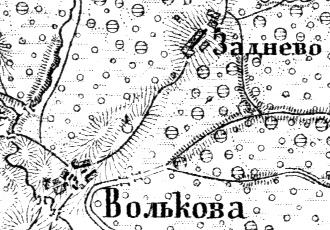
Деревня Вольково на карте 1915 года

Согласно военно-топографической карте Петроградской и Новгородской губерний издания 1915 года деревня называлась Волькова. В деревне была ветряная мельница, а на дороге в деревню Заднево — часовня.
С 1917 по 1919 год деревня Вольково входила в состав Вольковского сельсовета Михайловской волости Новоладожского уезда.
С 1919 года в составе Пролетарской волости.
С 1923 года в составе Чернецкого сельсовета Волховского уезда.
С 1924 года вновь в составе Вольковского сельсовета.
Согласно данным переписи населения СССР 1926 года в селе Вольково проживали 607 человек — все русские, кроме одной литовской семьи.
С 1927 года в составе Волховского района.
В 1928 году население деревни Вольково составляло 610 человек.
По данным 1933 года село Вольково являлось административным центром Вольковского сельсовета Волховского района, в который входили 7 населённых пунктов: деревни Заднево, Залесье, Козарево, Пупышево, Твердово, Чернецкое и село Вольково, общей численностью населения 1836 человек.
По данным 1936 года в состав Вольковского сельсовета входили 6 населённых пунктов, 327 хозяйств и 5 колхозов.

План села Вольково. 1941 год

Согласно топографической карте РККА 1941 года село насчитывало 91 двор. В селе находились почта, церковь и сельсовет.
С 1960 года в составе Волховского сельсовета.
В 1961 году население деревни Вольково составляло 143 человека.
По данным 1966, 1973 и 1990 годов деревня Вольково также входила в состав Волховского сельсовета Волховского района.
В 1997 году в деревне Вольково Вындиноостровской волости проживали 68 человек, в 2002 году — 66 человек (русские — 95 %).
В 2007 году в деревне Вольково Вындиноостровского СП — 85.

## География
Деревня расположена в юго-западной части района на автодороге 41К-396 (Заднево — Хотово) в месте примыкания к ней автодороги 41К-369 (Бор — Вольково).
Расстояние до административного центра поселения — 17 км.
Расстояние до ближайшей железнодорожной станции Пупышево — 6 км.
Деревня находится на левом берегу реки Чаженка.

## Демография
| 1862 | 2002 | 2007 | 2010 | 2017 |
| ---- | ---- | ---- | ---- | ---- |
| 397  | ↘66  | ↗85  | ↘66  | ↗74  |

### Национальный состав
Согласно данным Всероссийской переписи населения 2021 года в деревне проживали 60 человек, из них:
 русские — 54, азербайджанцы — 1, модаване — 1, другие национальности — 3 человека, остальные национальность не указали.

## Достопримечательности
- Церковь во имя Покрова Пресвятой Богородицы. Деревянный храм был построен, предположительно, по проекту архитектора А. П. Мельникова на средства прихожан и Палаты Государственных Имуществ, освящён 30 сентября 1863 года. К церкви были приписаны четыре часовни. В 1899 году в приходе состояли: село Вольково, деревни Чернецк, Заднево, Козарево (200 дворов, 443 мужчины, 477 женщин). Не действует с 1937 года, закрыта в 1939 году. Здание церкви горело в 1995 году, руинировано[25].

## Улицы
Николая Романова, Расстанная.